# Alfasun Indoor Arena
De Alfasun Indoor Arena is een arena in de Belgische gemeente Roosdaal. Ze is gelegen in het Topsportcentrum Belleheide. Het is de thuisbasis van zaalvoetbalclub RSCA Futsal, die in 2022 ontstond, na de fusie tussen Futsal Project Halle-Gooik en voetbalclub RSC Anderlecht. De zaal heeft een capaciteit van 1200 toeschouwers.

## Geschiedenis

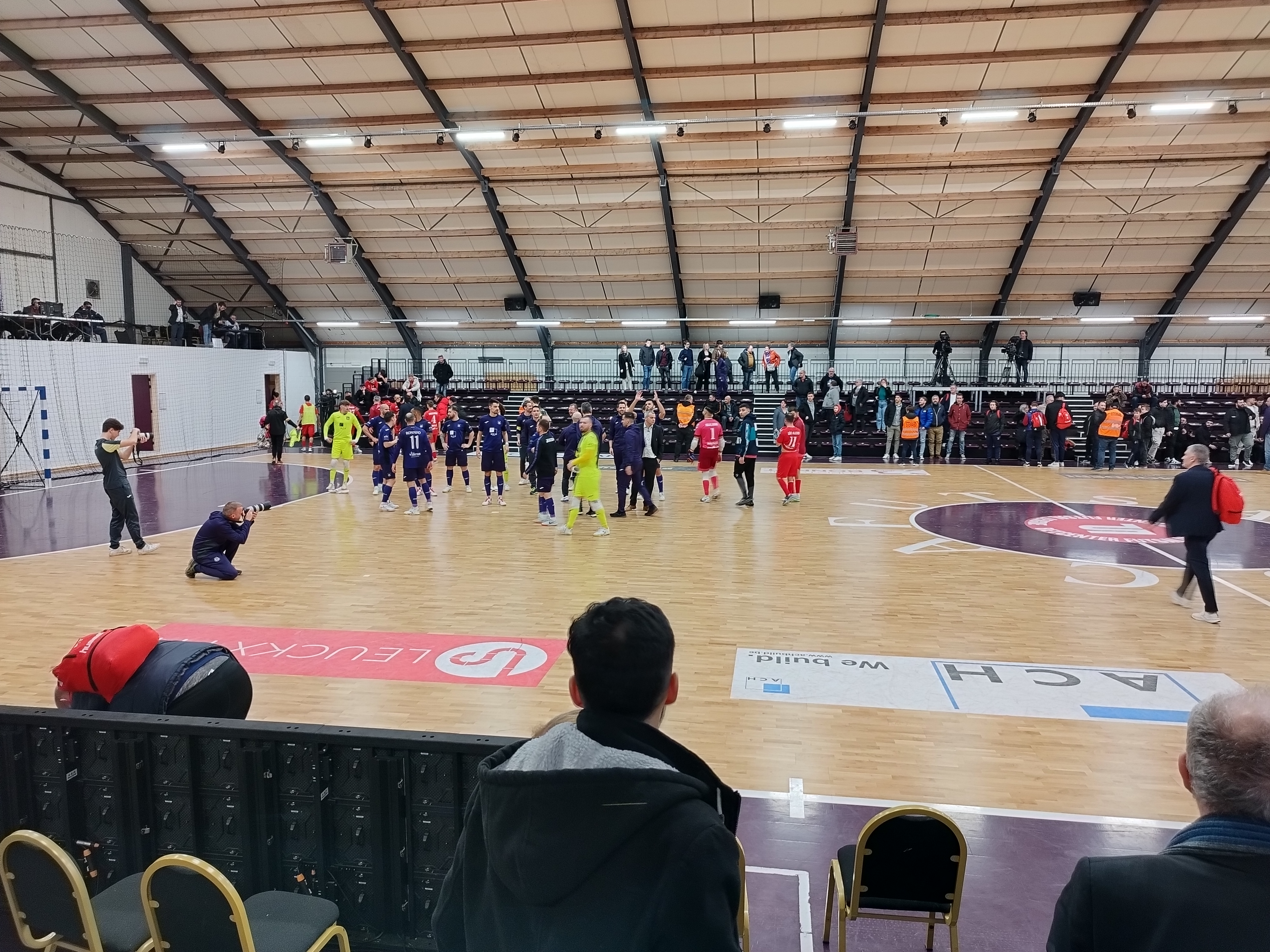
De spelers van RSCA Futsal bedanken de supporters na een overwinning.

De zaal is een voormalige tennishal die al enkele jaren dienst deed als een feest- en evenementenzaal. Het was al langer bekend dat Halle-Gooik van deze zaal een futsaltempel wilde maken. Ook na de fusie met RSC Anderlecht gingen alle plannen gewoon door.
De eerste wedstrijd in de nieuwe zaal, een vriendschappelijke wedstrijd tegen Futsal Team Charleroi, vond plaats op 5 augustus 2022.
In oktober 2022 was RSCA Futsal gastheer van groep 1 in de Main Round van de Futsal Champions League 2022/23.
Op 3 januari 2023 maakte de club bekend dat ze de naam van de zaal wijzigden naar Alfasun Indoor Arena, vanwege de nieuwe naamsponsor, het zonnepanelenbedrijf Alfasun.

## Gebruik
Hoewel de zaal voornamelijk voor zaalvoetbal wordt gebruikt, worden er soms ook andere sporten gespeeld. Zo werd er op 28 en 29 januari 2023 de final four van de Belgische indoorhockeycompetitie bij zowel de mannen als de vrouwen gespeeld.